# Циклама
Цикламата (Cyclamen) е много популярно растение, известно със своята красота и изящни цветове. Родината на цикламата е Мала Азия, където тя се среща по хладни и засенчени места. Съществуват около 15 разновидности. Тя е много капризно и трудно за отглеждане цвете. В домашни условия трябва да се отглежда в стаи с умерена температура от 12 до 15 градуса, също така цветето се нуждае от голяма влажност на помещението (над 50%). Поливането трябва да е умерено и само в чинийката на саксията. Ако се полива директно към корените и стъблата, растението задържа вода и постепенно изгнива. Активният период на цикламата е от октомври до април, тогава то се тори най-вече с фосфорни торове и се полива по-обилно.

## Размножаване
Развъждането на растението също е сложен процес. Когато завърши цъфтежа на растението и листата му започнат да пожълтяват, трябва да се спре поливането и да се премести на по-хладно, далеч от пряка слънчева светлина. Когато листата лесно започнат да се откъсват от грудката, може да се пресади в равни части перлит и обеззаразена пръст за стайни растения, така че близо 1/3 от нея да остане на повърхността. Понякога цикламата може да се размножава, като са подложи на луминисцентно осветление минимум 15 – 16 часа на ден. Ако цветята се посадят през зимата, те започват да цъфтят след около година.

## Видове и разпространение
- Cyclamen abchasicum
- Cyclamen africanum
- Cyclamen alpinum
- Cyclamen balearicum
- Cyclamen cilicium
- Cyclamen colchicum
- Cyclamen coum
- Cyclamen creticum
- Cyclamen cyprium
- Cyclamen elegans
- Cyclamen graecum
- Cyclamen hederifolium – Есенно ботурче
- Cyclamen intaminatum
- Cyclamen libanoticum
- Cyclamen mirabile
- Cyclamen parviflorum
- Cyclamen peloponnesiacumum
- Cyclamen persicum – Персийска циклама
- Cyclamen pseudibericum
- Cyclamen purpurascens
- Cyclamen repandum
- Cyclamen rohlfsianum
- Cyclamen somalense

## Други
На цикламите е наречена улица в квартал „Христо Смирненски“ в София (Карта).

## Галерия
- Cyclamen persicum
- Cyclamen coum
- cyclamen with seed pods
- Cyclamen hederifolium
- Cyclamen hederifolium
- Cyclamen persicum
- Cyclamen persicum
- Cyclamen purpurascens
- Cyclamen purpurascens
- Cyclamen repandum
- cultivated cyclamen
- cultivated cyclamen
- cultivated cyclamen
- cultivated cyclamen